# Elke Kruse
Elke Kruse (* 10. September 1958 in Bünde, Westfalen), die den Namen Käthe Kruse annahm, ist eine deutsche Künstlerin. Im Jugendalter besetzte sie das Pseudonym der Schauspielerin Katharina Simon (1883–1968), die unter dem Künstlernamen Käthe Kruse zu einer der bekanntesten Puppenmacherin der Welt wurde. 

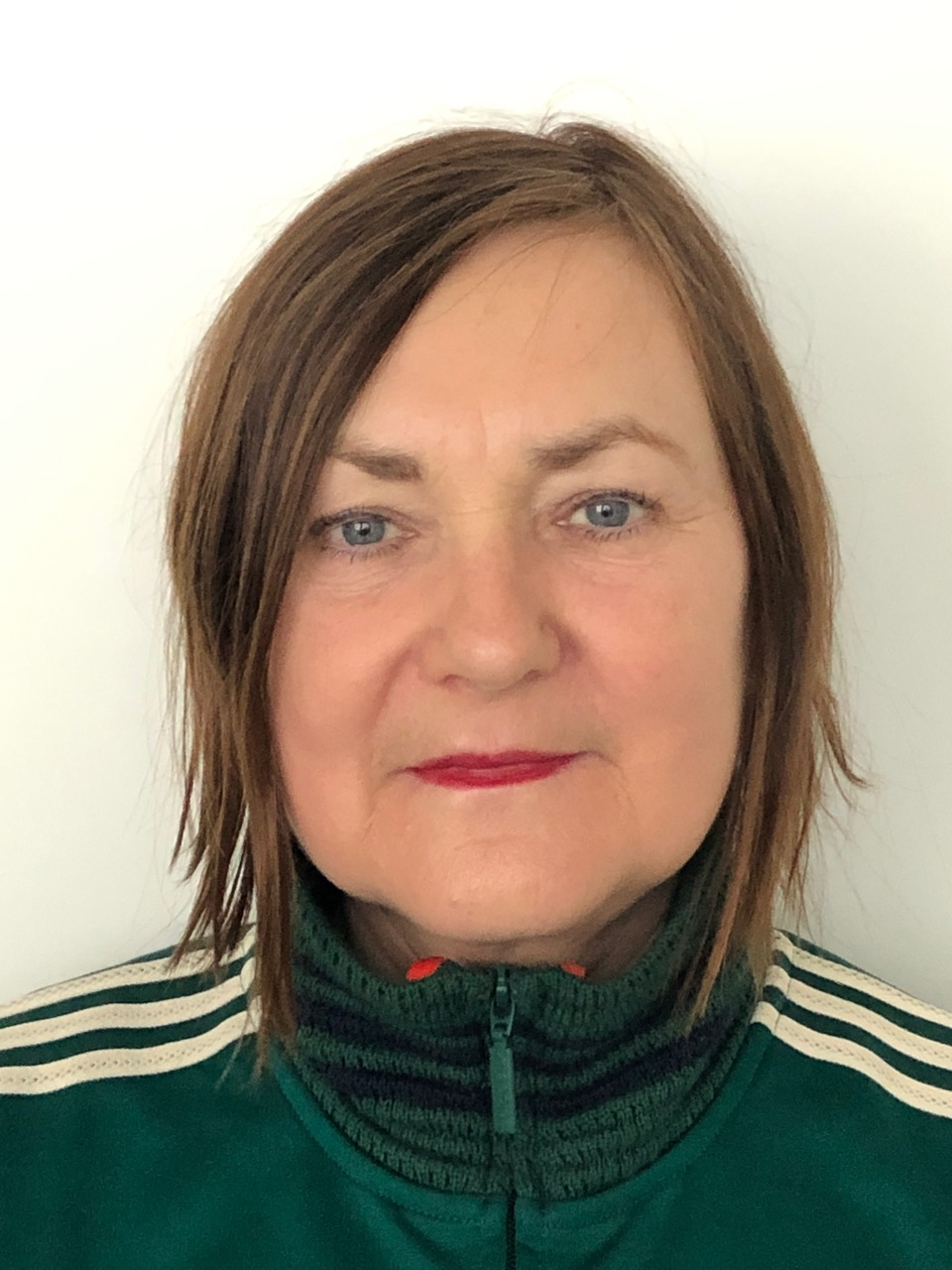
Elke Kruse alias Käthe Kruse

## Leben
Im Anschluss an Schulzeit, Ausbildung und verschiedenen Engagements in WG-Projekten in ihrer Heimat Ostwestfalen-Lippe begab sich Kruse mit gefälschtem Führerschein auf eine einjährige Busreise nach Delhi und Katmandu. Nach ihrer Rückkehr im Juni 1981 zog sie nach Berlin, wo sie im Bauhof, dem besetzen Haus in der Manteuffelstraße 40/41, am Görlitzer Bahnhof ein Zuhause fand.
Die Organisation Netzwerk Selbsthilfe gründete im März 1983 den Sanierungsträger Stattbau, der im September 1983 vom Senat Weizsäcker anerkannt wurde und somit die besetzten Häuser in den Blöcken 103 und 104 zusammen mit den Bewohnern sanieren und legalisieren konnte. 1986 gründeten die Bewohner der Blöcke zur gemeinsamen Verwaltung die Genossenschaft, die im Februar 1988 anerkannt und eingetragen wurde.
Im Sommer 1984 beherbergte Käthe Kruse in ihrer Wohnung ihre Freundinnen Kiki Smith und Nan Goldin, die sie wie auch ihre Töchter auf zahlreichen Fotografien abbildete, die sich heute in internationalen Sammlungen und Museen befinden. Eines dieser Fotos löste 2007 in England einen Skandal aus.
Seit 1991 ist Kruse mit dem Schweizer Schriftsteller Yves Rosset verheiratet. Gemeinsam haben sie zwei Töchter, Edda (* 1991) und Klara (* 1995) Kruse Rosset.
Seit April 2014 wohnt und arbeitet Käthe Kruse im Tauthaus am Engelbecken.

## Künstlerischer Werdegang

### Die Tödliche Doris
Von Januar 1982 bis zur Auflösung 1987 war Käthe Kruse Mitglied und Schlagzeugerin der Gruppe Die Tödliche Doris. Das Kunstprojekt hatten Nikolaus Utermöhlen und Wolfgang Müller, beide Kunststudenten an der Hochschule der Künste, 1980 gegründet.
Als Mitglied der Gruppe, der u. a. neben Chris Dreier, Dagmar Dimitroff, Max Müller auch die Künstlerin und Schauspielerin Tabea Blumenschein angehörte trat Käthe Kruse unter anderem auf:
- Im Museum of Modern Art, New York[8]
- Im Musée d’art moderne de la Ville de Paris de Paris
- Auf der Documenta 8 in Kassel[9]
- The Kitchen, New York[10]

Nach der Bandauflösung reiste Käthe Kruse ein letztes Mal mit den Bandgründern auf Einladung des Goethe-Instituts und des Schallplattenlabels Wave nach Tokio, wo das Theaterstück „Das war Die Tödliche Doris“ aufgeführt wurde.

### Solo
Käthe Kruse studierte von 1990 bis 1996 Visuelle Kommunikation an der Universität der Künste, Berlin (Diplom), und schloss 1997 mit einer Prüfung zur Meisterschülerin bei Heinz Emigholz ab.
1997 und 1998 gewann Käthe Kruse mit ihren großflächigen Streifeninstallationen den Kunst-am-Bau-Wettbewerb in der Bruderhilfe Versicherung in Kassel und malte eine Streifeninstallation, kuratiert von Nan Goldin, 1999 in der Kagan Martos inc in New York. Diese farbigen Installationen zeigte sie u. a. in der Noosa Regional Gallery in Tewantin, Australien 2002 und im Paula Modersohn-Becker Museum  in Bremen 2004.
Foto: Heike Ollertz, 2000

Link zum Bild

(Bitte Urheberrechte beachten)
Ihren multimedialen Werkzyklus „Le Sexe Rouge“ stellte Käthe Kruse unter dem Titel „13 Arbeiten“ im Jahr 2000 in der Kunsthalle Bremerhaven und im Jahr 2002 zwei Tage lang in der Reihe Musikwerke Bildender Künstler im Hamburger Bahnhof – Museum für Gegenwart aus.
Kruse gewann mit ihrem „Ballkleid“ für die Ausstellung „Elf Künstlerinnen und die WM 2006“ in der Galerie im Körnerpark den Publikumspreis. Ihre Foto-Text-Sound-Installation „Amerika-Deutschland-Bhutan“ zeigte sie u. a. im Rahmen der Ausstellung der Arbeitsstipendiaten 2008 „Selected Artists“ im Jahr 2009 in der Neuen Gesellschaft für Bildende Kunst in Berlin und im Marta Museum in Herford.
Seit 2011 tritt Käthe Kruse mit ihren Töchtern auf. In ihren Performances behandelt sie Themen wie Abtreibung und Krieg und hatte Auftritte u. a. im „General Public“, Berlin, 2011, Kunst-Werke, Institute for Contemporary Art, Berlin, 2014, im Deutschen Werkbund Sachsen-Anhalt in Dessau, 2015, in der Galerie Vincenz Sala, Paris, 2017 und Klangspuren, Festival für Neue Musik, Schwaz, Österreich sowie 2018 auf den Performancedays in der Gallery Nectar in Tiflis, Georgien und der Galerie Nord I Kunstverein Tiergarten, Berlin.
Im Jahr 2013 bezog sich Käthe Kruse auf die objekthaften Produktionen der Tödlichen Doris, indem sie diese aus ihrer ursprünglichen Komplexität befreite. Unter dem Titel „Danke! Die Tödliche Doris“ zeigte sie diese Arbeiten in der Zwinger Galerie in Berlin, in der Galerie der Stadt Schwaz im Palais Enzenberg im Jahr 2017 und 2020 im Circuit, centre d’art contemporain, Lausanne.
Für die beiden Werkkomplexe „Ich sehe“ und „366 Tage“ sammelte Käthe Kruse über zwei Jahre täglich 25 Überschriften aus deutschsprachigen Tageszeitungen. Unterschiedslos bediente sie sich aus den Sparten Gesellschaft, Politik, Wirtschaft, Ökologie und Kultur. Kalendarisch abgespeichert, sammelte sie ein Kontingent aus Sätzen und Substantiven, welches in der künstlerischen Transformation ein beunruhigendes gesellschaftliches Bild entwarf.
2020 stellte sie „Ich sehe“ in der Galerie Nord I Kunstverein Tiergarten und „366 Tage“ in der Zwinger Galerie in Berlin aus. Begleitend zu den Ausstellungen erschien beim DISTANZ Verlag Berlin eine Edition.
2021 erhielt Käthe Kruse den eigens für sie eingerichteten Peter Jacobi Werk Preis für ihr Gesamtwerk.
2022 stellte sie im Rahmen der Gruppenausstellungen Modebilder-Kunstkleider in der Berlinischen Galerie sowie Skulpturale Poesie in der Weserburg, Bremen aus und gestaltete eine Karls-Erdbeerbude in der Gruppenausstellungen Musée de la Fraise am Bahnhof Zoo in Berlin. 2022/2023 zeigte sie Arbeiten in der Ausstellung „Broken Music Vo. 2.“ – 70 Jahre Schallplatten und Soundarbeiten von Künstler:innen im Hamburger Bahnhof – Nationalgalerie der Gegenwart, Berlin.
2023 beteiligte sie sich an der Ausstellung Touch, EMOP Berlin im Amtssalon, bevor man ihre Werke in einer Einzelausstellung Texte und Töne der Zwinger Galerie, Berlin sehen konnte. Ihre Wandinstallation Gute Stube ist seit Mai 2023 in der køniglichen Backstube zu sehen.
2025 zeigt die Berlinische Galerie viele ihrer Arbeiten in der Einzelausstellung Käthe Kruse. Jetzt ist alles gut.

## Werke

### Diskografie
- Elegie im März (Solo-Veröffentlichung), Berlin (1989)
- LeSexe Rouge, CD Die Tödliche Doris Schallplatten, Berlin, 1997
- 3927 Wörter, Doppel-LP, DISTANZ, Berlin, 2020

### Anthologien
- Was es alles so gibt am Kottbusser Damm. In: Neuköllnbuch. Verbrecher Verlag, Berlin 2003.
- Nur zu Besuch. In: Bielefeldbuch. Verbrecher Verlag, Berlin 2003.
- Mariechen, Mariechen, du hast was verloren! In: Brüste kriegen. Verbrecher Verlag, 2004.
- Bleib ganz ruhig, da wird schon nichts sein. In: Deproduktion – Schwangerschaftsabbruch im internationalen Kontext. Alibri Verlag, Aschaffenburg 2007.
- MANKO – Experimentelles in und um ein Haus. In: … Aufmischen stehender Gewässer. Hochschule Anhalt, 2009.
- Als Hausbesetzerin vom Görli zum Tauthaus am Engelbecken. In: Klaus Duntze: Der Luisenstädtische Kanal. Berlin Story Verlag, 2020.

### Film und Video
- Chicago – Die Hochbahn, USA, 1999/2007
- Thimphu – Der Verkehrspolizist, Bhutan, 1996/2006
- Las Vegas – der Strip, USA, 1999/2009
- Thimphu – der Wochenmarkt, Bhutan, 1996/2009
- Das Wachstum, USA, 1999/2009
- Die Tanzenden, Bhutan, 1996/2009
- Los Angeles – das Meer, USA, 1999/2009
- Punakha – der Fluss, Bhutan, 1996/2009
- Der Vertrag, 2013
- 366 Tage, 2021

### Performances
- Zwiebel, 1990
- Le Sexe Rouge, 1997
- Bleib ganz ruhig, da wird schon nichts sein, 2011
- Drei Figuren, 2012
- Der Vertrag, 2013
- Lieder in Leder, 2013
- Krieg, 2014
- Krieg – Vietnam – Krieg – Fried, 2018
- 3927 Wörter, 2020
- 366 Tage, 2020
- Schneelederperücke, 2021

### Bibliographie
- Appendix Foto-Dokumentar-Archiv (Nr. 9) von Die Tödliche Doris, 1985.[37]
- Käthe Kruse. Katalog. Martin Schmitz Verlag, Kassel 2002, ISBN 3-927795-33-X.
- Lob des Imperfekts. Musik, Kunst und Wohnen im West-Berlin der 1980er Jahre. mikrotext, Berlin 2017, ISBN 978-3-944543-52-9.
- Ich sehe. Katalog mit Doppel-LP. DISTANZ Verlag, Berlin 2020, ISBN 978-3-95476-328-3.